# West Memphis
West Memphis es una ciudad ubicada en el condado de Crittenden en el estado estadounidense de Arkansas. En el Censo de 2010 tenía una población de 26 245 habitantes y una densidad poblacional de 355,1 personas por km².

## Geografía
West Memphis se encuentra ubicada en las coordenadas 35°8′58″N 90°11′59″O / 35.14944, -90.19972. Según la Oficina del Censo de los Estados Unidos, West Memphis tiene una superficie total de 73.91 km², de la cual 73.66 km² corresponden a tierra firme y (0.34%) 0.25 km² es agua.

## Demografía
Según el censo de 2010, había 26245 personas residiendo en West Memphis. La densidad de población era de 355,1 hab./km². De los 26245 habitantes, West Memphis estaba compuesto por el 34.37% blancos, el 63.51% eran afroamericanos, el 0.2% eran amerindios, el 0.39% eran asiáticos, el 0.02% eran isleños del Pacífico, el 0.55% eran de otras razas y el 0.96% pertenecían a dos o más razas. Del total de la población el 1.6% eran hispanos o latinos de cualquier raza.